# Тарантино, Луиджи
Луиджи Тарантино (итал. Luigi Tarantino; род. 10 ноября 1972) — итальянский фехтовальщик-саблист, чемпион мира и Европы, призёр Олимпийских игр.

## Биография
Родился в 1972 году в Неаполе. В 1992 и 1994 годах становился бронзовым призёром чемпионата Европы. В 1995 году стал обладателем золотой и бронзовой медалей чемпионата мира. В 1996 году стал бронзовым призёром Олимпийских игр в Атланте и бронзовым призёром чемпионата Европы. В 1997 году завоевал серебряную медаль чемпионата мира. В 1998 году завоевал свою единственную золотую медаль чемпиона мира в личном турнире, а также серебряную и бронзовую медали чемпионата Европы. В 1999 году завоевал бронзовую медаль чемпионата мира, а также серебряную и бронзовую медали чемпионата Европы. В 2000 году принял участие в Олимпийских играх в Сиднее, но там итальянские саблисты были лишь восьмыми, а в личном первенстве он стал девятым. В 2002 году стал обладателем серебряной и бронзовой медалей чемпионата мира, а также серебряной медали чемпионата Европы. На чемпионате Европы 2003 года завоевал серебряную и бронзовую медали. В 2004 году стал обладателем серебряной медали Олимпийских игр в Афинах в командном первенстве, а в личном первенстве стал 9-м, после чего стал офицером ордена «За заслуги перед Итальянской Республикой». В 2005 году завоевал серебряную медаль чемпионата мира. На чемпионате мира 2007 года стал обладателем бронзовой медали. В 2008 году стал обладателем бронзовой медали Олимпийских игр в Пекине в командном первенстве, а в личном первенстве стал 5-м. В 2009 году стал чемпионом Европы, а на чемпионате мира завоевал серебряную и бронзовую медали. В 2010 году вновь стал чемпионом Европы, а на чемпионате мира завоевал серебряную медаль. В 2011 году стал чемпионом Европы и обладателем двух бронзовых медалей чемпионата мира.  В 2012 году стал обладателем бронзовой медали Олимпийских игр в Лондоне в командном первенстве, а в личном первенстве стал 20-м.